# Paradoxe d'Anderson
Le paradoxe d'Anderson est un paradoxe empirique selon lequel l’acquisition par un étudiant d'un diplôme supérieur à celui de son père ne lui assure pas, nécessairement, une position sociale plus élevée. Ce paradoxe a été mis en évidence par le sociologue américain Charles Arnold Anderson (1907-1990) en 1961 dans un article intitulé « A Skeptical Note on the Relation of Vertical Mobility to Education » publié dans la revue American Journal of Sociology. Pour lui, « le statut social relatif des fils apparaît comme pratiquement indépendant de leur niveau d'instruction relatif ». Autrement dit, le diplôme est comme une monnaie : il connaît aussi une inflation qui entraîne une dévaluation des diplômes. Le lien entre le diplôme et le statut social se relâche. On a pu reformuler ce paradoxe en précisant que la détention des diplômes, comme moyens d'accès à des positions sociales, apparaît de plus en plus nécessaire mais de moins en moins suffisante. Plusieurs sociologues, comme Raymond Boudon, ont tenté d’apporter une réponse à ce paradoxe.
Le paradoxe indique que la rentabilité sociale et économique des diplômes a baissé : le même diplôme, à une génération d'écart, ne permet plus d'accéder aux mêmes types de positions socioprofessionnelles. Cette dévalorisation du diplôme sur le marché du travail est explicable à partir du décalage entre la forte croissance du nombre de diplômés (massification scolaire) et l'augmentation plus faible du nombre de positions sociales correspondant à ce niveau de qualification. Il n'existe donc pas de lien direct de cause à effet entre l'amélioration du niveau de qualification d'un individu et son ascension sociale, ceci enterrant encore un peu plus la méritocratie.

## Littérature
Le Paradoxe d'Anderson est également le titre et le sujet d'un roman du journaliste français Pascal Manoukian.